# 阿曼度·波查
阿曼度·波查 （阿爾巴尼亞語發音：[bɾɔja]，2001年9月10日—）是一名於英格蘭出生的阿爾巴尼亞職業足球員，司職前鋒，現効力般尼，並代表阿爾巴尼亞參加國際比賽。

## 球會生涯

### 早期生涯
波查於英格蘭白金漢郡斯勞出生和成長，並於當地青年球會Burnham Juniors開始足球生涯。波查曾到雷丁和富咸試腳，在一次青年隊比賽後，他的出色表現令在場的熱刺球探印象深刻，並招攬波查到熱刺的U8梯隊。

### 車路士
在加入熱刺的青訓學院兩年後，波查於2009年轉投車路士的青訓學院。2017-18球季，波查為車路士U18贏得青年隊三冠王的成就，包括英超U18聯賽，英超U18聯賽盃及足總青年盃。2019-20球季，波查為車路士U23出賽10場，並取得三個入球，並協助球隊奪得當季英超2級聯賽冠軍。
2020年2月26日，波查與車路士簽下首張職業合約，為期兩年。同年3月8日，波查在對陣愛華頓的英超比賽上演職業生涯地標戰，於第86分鐘後備入替奧利華·基奧特，球隊最終以4-0擊敗對手。

#### 外借維迪斯
2020年8月21日，維迪斯宣布將從車路士借用波查，為期一季。波查於9月19日對陣鹿特丹斯巴達的荷甲比賽中射入職業生涯的第一個入球，協助球隊以2-0擊敗對手。波查當季的聯賽入球數共10球，與路易斯·奧賓達同為球隊於聯賽最多入球的球員。

#### 外借修咸頓
2021年7月18日，波查於車路士簽下一張為期五年的合約。修咸頓於8月10日宣布借用波查至季尾。8月25日，波查在對陣英乙球會新港郡的聯賽盃比賽上演地標戰，並射入兩球，協助球隊以8-0擊敗對手。10月16日，波查在對陣列斯聯的英超比賽射入致勝一球，協助球隊以1-0勝出，波查成為首個於英超入球的阿爾巴尼亞藉球員。

#### 回到車路士
2022年9月2日，車路士宣布與波查續約至2028年。10月8日，波查於對陣狼隊的比賽中射入他在車路士的首個入球，協助球隊以3-0擊敗對手。
波查在2022年世界盃期間的一場球會友誼賽中前十字韌帶斷裂，提早收咧。

## 國家隊生涯
於英格蘭出生的波查父母來自阿爾巴尼亞城市科普利克，因此波查能選擇代表英格蘭或阿爾巴尼亞參與國家隊賽事。波查於2019年拒絕了英格蘭青年隊的邀請，並表示只會考慮代表阿爾巴尼亞。
波查於2019年2月首次被阿爾巴尼亞U19徵召出戰友誼賽，並於同年6月9日首次代表阿爾巴尼亞U21出戰對陣威爾斯U21的友誼賽，並射入兩球。
2019年5月，波查被列入阿爾巴尼亞國家隊的訓練營名單。2020年9月7日，波查在對陣立陶宛的國家聯賽比賽中首次為阿爾巴尼亞上陣，球隊最終以1-0敗陣。
2021年9月5日，波查在對陣匈牙利的世界盃外圍賽比賽中射入首個國家隊入球，協助阿爾巴尼亞以1-0勝出。

## 生涯統計

### 球會
最後更新：2022年11月12日 
| 效力球會       | 球季     | 聯賽     | 聯賽 | 聯賽 | 國家盃賽 | 國家盃賽 | 聯賽盃賽 | 聯賽盃賽 | 歐洲賽 | 歐洲賽 | 總計 | 總計 |
| 效力球會       | 球季     | 聯賽     | 上陣 | 入球 | 上陣     | 入球     | 上陣     | 入球     | 上陣   | 入球   | 上陣 | 入球 |
| -------------- | -------- | -------- | ---- | ---- | -------- | -------- | -------- | -------- | ------ | ------ | ---- | ---- |
| 車路士         | 2019–20  | 英超     | 1    | 0    | 0        | 0        | 0        | 0        | 0      | 0      | 1    | 0    |
| 車路士         | 2022–23  | 英超     | 12   | 1    | 0        | 0        | 1        | 0        | 5      | 0      | 18   | 1    |
| 車路士         | 2023–24  | 英超     | 0    | 0    | 0        | 0        | 0        | 0        | 0      | 0      | 0    | 0    |
| 車路士         | 總計     | 總計     | 13   | 1    | 0        | 0        | 1        | 0        | 5      | 0      | 19   | 1    |
| 維迪斯（外借） | 2020–21  | 荷甲     | 30   | 10   | 4        | 1        | —        | —        | —      | —      | 34   | 11   |
| 修咸頓（外借） | 2021–22  | 英超     | 32   | 6    | 4        | 1        | 2        | 2        | —      | —      | 38   | 9    |
| 生涯總計       | 生涯總計 | 生涯總計 | 75   | 17   | 8        | 2        | 3        | 2        | 5      | 0      | 91   | 21   |

1. ↑  於歐冠賽事上陣。

### 國家隊
最後更新：2022年11月16日
| 代表國家隊 | 年份 | 上陣 | 入球 |
| ---------- | ---- | ---- | ---- |
| 阿爾巴尼亞 | 2020 | 3    | 0    |
| 阿爾巴尼亞 | 2021 | 7    | 3    |
| 阿爾巴尼亞 | 2022 | 7    | 1    |
| 總計       | 總計 | 17   | 4    |

| # | 日期          | 地點                    | 對手     | 入球比數 | 最終比數 | 賽事                       |
| - | ------------- | ----------------------- | -------- | -------- | -------- | -------------------------- |
| 1 | 2021年9月5日  | 愛爾巴桑 愛爾巴桑足球場 | 匈牙利   | 1–0      | 1–0      | 2022年國際足協世界盃外圍賽 |
| 2 | 2021年9月8日  | 愛爾巴桑 愛爾巴桑足球場 | 圣马力诺 | 3–0      | 5–0      | 2022年國際足協世界盃外圍賽 |
| 3 | 2021年10月9日 | 布達佩斯 普斯卡斯競技場 | 匈牙利   | 1–0      | 1–0      | 2022年國際足協世界盃外圍賽 |
| 4 | 2022年6月10日 | 地拉那 國家競技場       | 以色列   | 1–0      | 1–2      | 2022–23年歐洲國家聯賽B     |

所有比數左側代表阿爾巴尼亞，入球得分欄代表波查入球後場上的比數

## 外部連結
- Soccerway資料庫：阿曼度·波查
- 阿爾巴尼亞足球協會上阿曼度·波查 （页面存档备份，存于）的球員資料  （阿爾巴尼亞語）